# Thürsnacht
Der Weiler Thürsnacht ist ein Gemeindeteil des Marktes Lauterhofen im Landkreis Neumarkt in der Oberpfalz.
Kirchlich gehört Thürsnacht zur Pfarrei Lauterhofen im Dekanat Habsberg.
Am 1. Mai 1978 wurde Engelsberg mit Nattershofen (Gemeindesitz), Finsterhaid, Hillohe, Holzheim, Mantlach und Thürsnacht nach Lauterhofen eingemeindet. Einziges Baudenkmal ist ein spätmittelalterliches Steinkreuz, welches vermutlich 1437 aufgestellt wurde.